# 柔音雙簧管

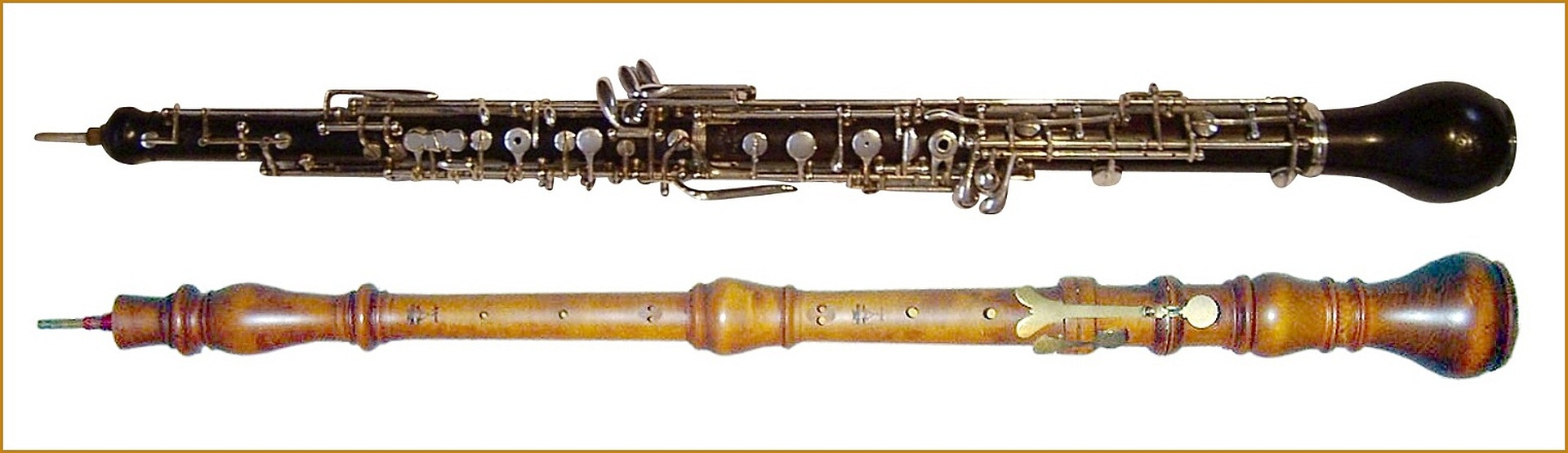
现代双簧管 / 巴洛克双簧管

柔音雙簧管（義大利語：oboe d'amore）是雙簧管的變種樂器，屬於雙簧類的木管樂器。體型比一般的雙簧管稍大和長，音色相對較為寧靜，是介於雙簧管和英國管之間的中高音雙簧管。

## 外形
柔音雙簧管的外形與英國管較相近，喇叭口都是呈梨型的而非雙簧管的圓錐形，同時安裝簧片的部份設有吹管（bocal），而非雙簧管直接把簧片插在管身上。

## 指法、記譜法、音域
指法方面，現代的柔音雙簧管已經完全依照雙簧管的貝姆指法的制式來製造，令到樂手可以在不同的樂器上運用一種指法。因此，柔音雙簧管是移調樂器，記譜法和雙簧管相同，但實際發出的音比雙簧管低一個小三度。所以是一件A調移調樂器，與A調單簧管的處理方法一樣。
跟雙簧管一樣，柔音雙簧管最低音可以吹奏記譜音B♭3，亦即是實際音為G3；至於最高音，則稍比雙簧管為低，記譜音為E6，實音則為C♯6。 換而言之，柔音雙簧管的音域只有2個八度再加一個增四度，相對來說是比較窄。

## 歷史
相比其他雙簧管成員，最早出現柔音雙簧管的音樂可以追溯至文藝復興晚期的器樂作品，十八世紀起漸趨成熟。最先在樂隊中使用的是克里斯托夫·格勞普納於1717年所創作的清唱劇。及後到了巴洛克時期，除了格納普納外，巴哈、泰利文的器樂作品和清唱劇等都有使用柔音雙簧管。其中最出名的，要數巴哈的《b小調彌撒曲》。他們甚至為它創作過協奏曲。
然而，這股熱潮只維持了一段短時間，十八世紀末期，柔音雙簧管不單絕跡於樂隊中，就連室樂作品亦近乎棄用，仿彿於音樂歷史中消失。一直至1898年德國作曲家理察·史特勞斯在《家庭交響曲》中再次使用柔音雙簧管（代表孩童），及後戴流士、德布西、拉威爾等亦重新在他們的管絃樂作品中加入柔音雙簧管，但地位和重要性已不復當年，亦未能像英國管般，成為現代樂隊的常規樂器。

## 浪漫時期起有使用柔音雙簧管的主要作品
- 理察·史特勞斯：《家庭交響曲》
- 馬勒：《五首雷卻之歌》第5首
- 德布西：《映像》的「基格」舞曲
- 拉威爾：《波萊羅舞曲》

## 生產商
較著名的生產商，包括有英國倫敦的 Howarth、法國巴黎的F. Lorée、Rigoutat、Fossati和Marigaux。售價和一支全新的英國管相約，但基於普及性，因此一般雙簧管樂手都不會訂造自己的柔音雙簧管，只會在有需要時才向生產商租借。